# Світова група Кубка Федерації 2007
Світова група — змагання найвищого рівня в рамках Кубка Федерації 2007 року. Вісім країн взяли участь у турнірі на вибування, що складався з трьох раундів. Збірна Італії була чинною чемпіонкою, але не змогла захистити свій титул, поступившись у фіналі збірній Росії з рахунком 0-4.

## Країни-учасниці
| Країни-учасниці | Країни-учасниці | Країни-учасниці | Країни-учасниці           |
| · Бельгія       | · Китай         | · Франція       | · Італія                  |
| · Японія        | · Росія         | · Іспанія       | · Сполучені Штати Америки |
| --------------- | --------------- | --------------- | ------------------------- |

## Сітка
|                                    | Чвертьфінали                             | Чвертьфінали                       | Чвертьфінали                       |                                  |                                  | Півфінали                                | Півфінали                                | Півфінали                                |                                          |                                          | Фінал                           | Фінал                           | Фінал                           |                                 |                                 |
|                                    |                                          |                                    |                                    |                                  |                                  |                                          |                                          |                                          |                                          |                                          |                                 |                                 |                                 |                                 |                                 |
|                                    | Кастелланета (Італія) (відкритий, ґрунт) |                                    |                                    |                                  |                                  |                                          |                                          |                                          |                                          |                                          |                                 |                                 |                                 |                                 |                                 |
|                                    | 1                                        | Італія                             | 5                                  |                                  |                                  |                                          |                                          |                                          |                                          |                                          |                                 |                                 |                                 |                                 |                                 |
|                                    |                                          | Китай                              | 0                                  |                                  |                                  | Кастелланета (Італія) (відкритий, ґрунт) | Кастелланета (Італія) (відкритий, ґрунт) | Кастелланета (Італія) (відкритий, ґрунт) | Кастелланета (Італія) (відкритий, ґрунт) | Кастелланета (Італія) (відкритий, ґрунт) |                                 |                                 |                                 |                                 |                                 |
|                                    |                                          |                                    |                                    |                                  | 1                                | Італія                                   | 3                                        |                                          |                                          |                                          |                                 |                                 |                                 |                                 |                                 |
| Лімож (Франція) (закритий, ґрунт)  | Лімож (Франція) (закритий, ґрунт)        | Лімож (Франція) (закритий, ґрунт)  | Лімож (Франція) (закритий, ґрунт)  |                                  | 4                                | Франція                                  | 2                                        |                                          |                                          |                                          |                                 |                                 |                                 |                                 |                                 |
|                                    |                                          | Японія                             | 0                                  |                                  |                                  |                                          |                                          |                                          |                                          |                                          |                                 |                                 |                                 |                                 |                                 |
|                                    | 4                                        | Франція                            | 5                                  |                                  |                                  |                                          |                                          |                                          |                                          |                                          | Москва (Росія) (закритий, хард) | Москва (Росія) (закритий, хард) | Москва (Росія) (закритий, хард) | Москва (Росія) (закритий, хард) | Москва (Росія) (закритий, хард) |
|                                    |                                          |                                    |                                    |                                  |                                  |                                          |                                          |                                          |                                          |                                          | 1                               | Італія                          | 0                               |                                 |                                 |
|                                    | Москва (Росія) (закритий, ґрунт)         | Москва (Росія) (закритий, ґрунт)   | Москва (Росія) (закритий, ґрунт)   | Москва (Росія) (закритий, ґрунт) | Москва (Росія) (закритий, ґрунт) |                                          |                                          |                                          |                                          |                                          | 3                               | Росія                           | 4                               |                                 |                                 |
|                                    | 3                                        | Росія                              | 5                                  |                                  |                                  |                                          |                                          |                                          |                                          |                                          |                                 |                                 |                                 |                                 |                                 |
|                                    |                                          | Іспанія                            | 0                                  |                                  |                                  | Стоу (США) (відкритий, хард)             | Стоу (США) (відкритий, хард)             | Стоу (США) (відкритий, хард)             | Стоу (США) (відкритий, хард)             | Стоу (США) (відкритий, хард)             |                                 |                                 |                                 |                                 |                                 |
|                                    |                                          |                                    |                                    |                                  | 3                                | Росія                                    | 3                                        |                                          |                                          |                                          |                                 |                                 |                                 |                                 |                                 |
| Делрей-Біч (США) (відкритий, хард) | Делрей-Біч (США) (відкритий, хард)       | Делрей-Біч (США) (відкритий, хард) | Делрей-Біч (США) (відкритий, хард) |                                  |                                  | Сполучені Штати Америки                  | 2                                        |                                          |                                          |                                          |                                 |                                 |                                 |                                 |                                 |
|                                    |                                          | Сполучені Штати Америки            | 5                                  |                                  |                                  |                                          |                                          |                                          |                                          |                                          |                                 |                                 |                                 |                                 |                                 |
|                                    | 2                                        | Бельгія                            | 0                                  |                                  |                                  |                                          |                                          |                                          |                                          |                                          |                                 |                                 |                                 |                                 |                                 |

## 1 коло

### Італія — Китай
| Італія ITA 5 | Nova Yardinia, Кастелланета (Італія) 21–22 квітня 2007 Червоний ґрунт (відкритий) | Nova Yardinia, Кастелланета (Італія) 21–22 квітня 2007 Червоний ґрунт (відкритий) | КНР CHN 0 |     |     |         |
| \| \| \| \| 1 \| 2 \| 3 \| \| \| - \| ---------- \| ------------------------------------------------------------- \| --- \| --- \| --- \| ------- \| \| 1 \| Італія КНР \| Татьяна Гарбін Сунь Тяньтянь \| 6 4 \| 2 6 \| 6 3 \| \| \| 2 \| Італія КНР \| Флавія Пеннетта Пен Шуай \| 0 6 \| 7 5 \| 3 0 \| знялася \| \| 3 \| Італія КНР \| Татьяна Гарбін Ч Шуай \| 3 6 \| 6 2 \| 6 4 \| \| \| 4 \| Італія КНР \| Мара Сантанджело Сунь Тяньтянь \| 6 4 \| 6 2 \| \| \| \| 5 \| Італія КНР \| Мара Сантанджело / Роберта Вінчі Сунь Шеннань / Сунь Тяньтянь \| 6 2 \| 6 4 \| \| \| |                                                                                   |                                                                                   |           |     |     |         |
| |                                                                                   |                                                                                   | 1         | 2   | 3   |         |
| 1 | Італія КНР                                                                        | Татьяна Гарбін Сунь Тяньтянь                                                      | 6 4       | 2 6 | 6 3 |         |
| 2 | Італія КНР                                                                        | Флавія Пеннетта Пен Шуай                                                          | 0 6       | 7 5 | 3 0 | знялася |
| 3 | Італія КНР                                                                        | Татьяна Гарбін Ч Шуай                                                             | 3 6       | 6 2 | 6 4 |         |
| 4 | Італія КНР                                                                        | Мара Сантанджело Сунь Тяньтянь                                                    | 6 4       | 6 2 |     |         |
| 5 | Італія КНР                                                                        | Мара Сантанджело / Роберта Вінчі Сунь Шеннань / Сунь Тяньтянь                     | 6 2       | 6 4 |     |         |

### Японія — Франція
| Японія JPN 0 | Palais des Sports de Fetes, Лімож (Франція) 21–22 квітня 2007 Червоний ґрунт (закритий) | Palais des Sports de Fetes, Лімож (Франція) 21–22 квітня 2007 Червоний ґрунт (закритий) | Франція FRA 5 |     |     |  |
| \| \| \| \| 1 \| 2 \| 3 \| \| \| - \| -------------- \| ----------------------------------------------------- \| ---- \| --- \| --- \| \| \| 1 \| Японія Франція \| Ай Суґіяма Наталі Деші \| 5 7 \| 1 6 \| \| \| \| 2 \| Японія Франція \| Морігамі Акіко Татьяна Головін \| 2 6 \| 4 6 \| \| \| \| 3 \| Японія Франція \| Ай Суґіяма Татьяна Головін \| 63 7 \| 0 6 \| \| \| \| 4 \| Японія Франція \| Морігамі Акіко Віржіні Раззано \| 64 7 \| 6 1 \| 2 6 \| \| \| 5 \| Японія Франція \| Моріта Аюмі / Ай Суґіяма Северін Бремон / Наталі Деші \| 1 6 \| 2 6 \| \| \| |                                                                                         |                                                                                         |               |     |     |  |
| |                                                                                         |                                                                                         | 1             | 2   | 3   |  |
| 1 | Японія Франція                                                                          | Ай Суґіяма Наталі Деші                                                                  | 5 7           | 1 6 |     |  |
| 2 | Японія Франція                                                                          | Морігамі Акіко Татьяна Головін                                                          | 2 6           | 4 6 |     |  |
| 3 | Японія Франція                                                                          | Ай Суґіяма Татьяна Головін                                                              | 63 7          | 0 6 |     |  |
| 4 | Японія Франція                                                                          | Морігамі Акіко Віржіні Раззано                                                          | 64 7          | 6 1 | 2 6 |  |
| 5 | Японія Франція                                                                          | Моріта Аюмі / Ай Суґіяма Северін Бремон / Наталі Деші                                   | 1 6           | 2 6 |     |  |

### Росія — Іспанія
| Росія RUS 5 | Luzhniki Palace of Sports, Москва (Росія) 21–22 квітня 2007 Червоний ґрунт (закритий) | Luzhniki Palace of Sports, Москва (Росія) 21–22 квітня 2007 Червоний ґрунт (закритий) | Іспанія ESP 0 |      |     |  |
| \| \| \| \| 1 \| 2 \| 3 \| \| \| - \| ------------- \| ------------------------------------------------------------------- \| --- \| ---- \| --- \| \| \| 1 \| Росія Іспанія \| Надія Петрова Анабель Медіна Гаррігес \| 6 3 \| 6 4 \| \| \| \| 2 \| Росія Іспанія \| Світлана Кузнецова Лурдес Домінгес Ліно \| 6 3 \| 6 2 \| \| \| \| 3 \| Росія Іспанія \| Світлана Кузнецова Анабель Медіна Гаррігес \| 6 3 \| 4 6 \| 6 0 \| \| \| 4 \| Росія Іспанія \| Анна Чакветадзе Нурія Льягостера Вівес \| 3 6 \| 7 65 \| 6 2 \| \| \| 5 \| Росія Іспанія \| Надія Петрова / Олена Весніна Лурдес Домінгес Ліно / Лаура Поус-Тіо \| 6 1 \| 4 6 \| 6 2 \| \| |                                                                                       |                                                                                       |               |      |     |  |
| |                                                                                       |                                                                                       | 1             | 2    | 3   |  |
| 1 | Росія Іспанія                                                                         | Надія Петрова Анабель Медіна Гаррігес                                                 | 6 3           | 6 4  |     |  |
| 2 | Росія Іспанія                                                                         | Світлана Кузнецова Лурдес Домінгес Ліно                                               | 6 3           | 6 2  |     |  |
| 3 | Росія Іспанія                                                                         | Світлана Кузнецова Анабель Медіна Гаррігес                                            | 6 3           | 4 6  | 6 0 |  |
| 4 | Росія Іспанія                                                                         | Анна Чакветадзе Нурія Льягостера Вівес                                                | 3 6           | 7 65 | 6 2 |  |
| 5 | Росія Іспанія                                                                         | Надія Петрова / Олена Весніна Лурдес Домінгес Ліно / Лаура Поус-Тіо                   | 6 1           | 4 6  | 6 2 |  |

### США — Бельгія
| США USA 5 | Delray Beach Tennis Center, Делрей-Біч (США) 21–22 квітня 2007 Plexipave (відкритий) | Delray Beach Tennis Center, Делрей-Біч (США) 21–22 квітня 2007 Plexipave (відкритий) | Бельгія BEL 0 |     |     |  |
| \| \| \| \| 1 \| 2 \| 3 \| \| \| - \| ----------- \| ------------------------------------------------------- \| --- \| --- \| --- \| \| \| 1 \| США Бельгія \| Вінус Вільямс Кірстен Фліпкенс \| 7 5 \| 6 2 \| \| \| \| 2 \| США Бельгія \| Серена Вільямс Кароліне Мас \| 6 1 \| 6 4 \| \| \| \| 3 \| США Бельгія \| Ваня Кінґ Кірстен Фліпкенс \| 4 6 \| 6 4 \| 7 5 \| \| \| 4 \| США Бельгія \| Вінус Вільямс Яніна Вікмаєр \| 6 1 \| 6 2 \| \| \| \| 5 \| США Бельгія \| Ваня Кінґ / Ліза Реймонд Тамарін Гендлер / Кароліне Мас \| 6 1 \| 6 2 \| \| \| |                                                                                      |                                                                                      |               |     |     |  |
| |                                                                                      |                                                                                      | 1             | 2   | 3   |  |
| 1 | США Бельгія                                                                          | Вінус Вільямс Кірстен Фліпкенс                                                       | 7 5           | 6 2 |     |  |
| 2 | США Бельгія                                                                          | Серена Вільямс Кароліне Мас                                                          | 6 1           | 6 4 |     |  |
| 3 | США Бельгія                                                                          | Ваня Кінґ Кірстен Фліпкенс                                                           | 4 6           | 6 4 | 7 5 |  |
| 4 | США Бельгія                                                                          | Вінус Вільямс Яніна Вікмаєр                                                          | 6 1           | 6 2 |     |  |
| 5 | США Бельгія                                                                          | Ваня Кінґ / Ліза Реймонд Тамарін Гендлер / Кароліне Мас                              | 6 1           | 6 2 |     |  |

## Півфінали

### Італія — Франція
| Італія ITA 3 | Nova Yardinia, Кастелланета (Італія) 14–15 липня 2007 Червоний ґрунт (відкритий) | Nova Yardinia, Кастелланета (Італія) 14–15 липня 2007 Червоний ґрунт (відкритий) | Франція FRA 2 |     |     |  |
| \| \| \| \| 1 \| 2 \| 3 \| \| \| - \| -------------- \| --------------------------------------------------------------- \| ---- \| --- \| --- \| \| \| 1 \| Італія Франція \| Татьяна Гарбін Татьяна Головін \| 3 6 \| 6 2 \| 2 6 \| \| \| 2 \| Італія Франція \| Франческа Ск'явоне Амелі Моресмо \| 7 5 \| 6 3 \| \| \| \| 3 \| Італія Франція \| Мара Сантанджело Амелі Моресмо \| 7 65 \| 0 6 \| 4 6 \| \| \| 4 \| Італія Франція \| Франческа Ск'явоне Татьяна Головін \| 6 4 \| 2 6 \| 7 5 \| \| \| 5 \| Італія Франція \| Франческа Ск'явоне / Роберта Вінчі Северін Бремон / Наталі Деші \| 4 6 \| 6 1 \| 6 2 \| \| |                                                                                  |                                                                                  |               |     |     |  |
| |                                                                                  |                                                                                  | 1             | 2   | 3   |  |
| 1 | Італія Франція                                                                   | Татьяна Гарбін Татьяна Головін                                                   | 3 6           | 6 2 | 2 6 |  |
| 2 | Італія Франція                                                                   | Франческа Ск'явоне Амелі Моресмо                                                 | 7 5           | 6 3 |     |  |
| 3 | Італія Франція                                                                   | Мара Сантанджело Амелі Моресмо                                                   | 7 65          | 0 6 | 4 6 |  |
| 4 | Італія Франція                                                                   | Франческа Ск'явоне Татьяна Головін                                               | 6 4           | 2 6 | 7 5 |  |
| 5 | Італія Франція                                                                   | Франческа Ск'явоне / Роберта Вінчі Северін Бремон / Наталі Деші                  | 4 6           | 6 1 | 6 2 |  |

### Росія — США
| Росія RUS 3 | The Stadium at Topnotch, Стоу (США) 14–15 липня 2007 Decoturf (відкритий) | The Stadium at Topnotch, Стоу (США) 14–15 липня 2007 Decoturf (відкритий) | США USA 2 |      |     |  |
| \| \| \| \| 1 \| 2 \| 3 \| \| \| - \| --------- \| ---------------------------------------------------------- \| ---- \| ---- \| --- \| \| \| 1 \| Росія США \| Анна Чакветадзе Ваня Кінґ \| 6 1 \| 6 3 \| \| \| \| 2 \| Росія США \| Надія Петрова Вінус Вільямс \| 6 78 \| 6 0 \| 4 6 \| \| \| 3 \| Росія США \| Анна Чакветадзе Вінус Вільямс \| 1 6 \| 4 6 \| \| \| \| 4 \| Росія США \| Надія Петрова Мейлен Ту \| 6 1 \| 6 2 \| \| \| \| 5 \| Росія США \| Надія Петрова / Олена Весніна Вінус Вільямс / Ліза Реймонд \| 7 5 \| 7 61 \| \| \| |                                                                           |                                                                           |           |      |     |  |
| |                                                                           |                                                                           | 1         | 2    | 3   |  |
| 1 | Росія США                                                                 | Анна Чакветадзе Ваня Кінґ                                                 | 6 1       | 6 3  |     |  |
| 2 | Росія США                                                                 | Надія Петрова Вінус Вільямс                                               | 6 78      | 6 0  | 4 6 |  |
| 3 | Росія США                                                                 | Анна Чакветадзе Вінус Вільямс                                             | 1 6       | 4 6  |     |  |
| 4 | Росія США                                                                 | Надія Петрова Мейлен Ту                                                   | 6 1       | 6 2  |     |  |
| 5 | Росія США                                                                 | Надія Петрова / Олена Весніна Вінус Вільямс / Ліза Реймонд                | 7 5       | 7 61 |     |  |

## Фінал

### Італія — Росія
| Італія ITA 0 | Luzhniki Palace of Sports, Москва (Росія) 15–16 вересня 2007 RuKortHard (закритий) | Luzhniki Palace of Sports, Москва (Росія) 15–16 вересня 2007 RuKortHard (закритий) | Росія RUS 4 |      |     |          |
| \| \| \| \| 1 \| 2 \| 3 \| \| \| - \| ------------ \| -------------------------------------------------------------- \| --- \| ---- \| --- \| -------- \| \| 1 \| Італія Росія \| Франческа Ск'явоне Анна Чакветадзе \| 4 6 \| 6 4 \| 4 6 \| \| \| 2 \| Італія Росія \| Мара Сантанджело Світлана Кузнецова \| 1 6 \| 2 6 \| \| \| \| 3 \| Італія Росія \| Франческа Ск'явоне Світлана Кузнецова \| 6 4 \| 67 9 \| 5 7 \| \| \| 4 \| Італія Росія \| Мара Сантанджело Олена Весніна \| 2 6 \| 4 6 \| \| \| \| 5 \| Італія Росія \| Мара Сантанджело / Роберта Вінчі Надія Петрова / Олена Весніна \| \| \| \| не грали \| |                                                                                    |                                                                                    |             |      |     |          |
| |                                                                                    |                                                                                    | 1           | 2    | 3   |          |
| 1 | Італія Росія                                                                       | Франческа Ск'явоне Анна Чакветадзе                                                 | 4 6         | 6 4  | 4 6 |          |
| 2 | Італія Росія                                                                       | Мара Сантанджело Світлана Кузнецова                                                | 1 6         | 2 6  |     |          |
| 3 | Італія Росія                                                                       | Франческа Ск'явоне Світлана Кузнецова                                              | 6 4         | 67 9 | 5 7 |          |
| 4 | Італія Росія                                                                       | Мара Сантанджело Олена Весніна                                                     | 2 6         | 4 6  |     |          |
| 5 | Італія Росія                                                                       | Мара Сантанджело / Роберта Вінчі Надія Петрова / Олена Весніна                     |             |      |     | не грали |

| Чемпіонки Кубка Федерації 2007 |
| ------------------------------ |
| · Росія · Третій титул         |